# Abraxas propsara
Abraxas propsara là một loài bướm đêm trong họ Geometridae.